# تومي كورا (نفسانية)
تومي كورا (بالإنجليزية: Tomi Kōra) 1 يوليو 1896 - 17 يناير 1993، كانت عالمة نفس يابانية وناشطة سلام وسياسية.

## نُبذة
ولدت كورا تومي في 1 يوليو 1896 في محافظة توياما. تخرجت من جامعة المرأة اليابانية عام 1917. التحقت بجامعة كولومبيا وحصلت على درجة الماجستير في عام 1920 ودرجة الدكتوراه في عام 1922. كانت ثاني امرأة يابانية تحصل على دكتوراه في علم النفس بعد هاراغوتشي.